# Chris Ciriello
Chris Ciriello, né le 1er octobre 1985, est un joueur australien de hockey sur gazon.

## Palmarès
- Médaille de bronze aux Jeux olympiques de Londres en 2012[1]